# Osięciny (gmina)
Osięciny est une gmina rurale du powiat de Radziejów, Couïavie-Poméranie, dans le centre-nord de la Pologne. Son siège est le village d'Osięciny, qui se situe environ 14 km à l'est de Radziejów et 45 km au sud de Toruń.
La gmina couvre une superficie de 122,99 km2 pour une population de 8 142 habitants.

## Géographie
La gmina est bordée par les gminy de Bądkowo, Brześć Kujawski, Bytoń, Dobre, Lubraniec, Radziejów, Topólka et Zakrzewo.